# Marathon van Praag 2002
De marathon van Praag 2002 werd gelopen op zondag 19 mei 2002. Het was de achtste editie van deze marathon.
De Keniaan Henry Tarus bereikte bij de mannen als eerste de finish in 2:11.41. De Russische Alevtina Ivanova was de snelste van de vrouwen in 2:32.24.
Deze editie was eveneens het toneel van de Tsjechische kampioenschappen. Deze titels werden gewonnen door respectievelijk Jiri Wallenfels (21e in 2:25.52) en Jana Klimesova (vierde in 2:47.24).
In totaal finishten 2809 marathonlopers, waarvan 302 vrouwen.

## Uitslagen

### Mannen
| rang   | naam                 | land | tijd    |
| ------ | -------------------- | ---- | ------- |
| Goud   | Henry Tarus          | KEN  | 2:11.41 |
| Zilver | Andrea Sipe          | TAN  | 2:12.00 |
| Brons  | Joseph Chebet        | KEN  | 2:12.01 |
| 4      | John Kipngeno        | KEN  | 2:12.05 |
| 5      | Semretu Assefa       | ETH  | 2:12.10 |
| 6      | Andre-Luis Ramos     | BRA  | 2:12.18 |
| 7      | Josphat Chemjor      | KEN  | 2:13.56 |
| 8      | Jimmy Muindi         | KEN  | 2:15.22 |
| 9      | Zebedayo Bayo        | TAN  | 2:16.02 |
| 10     | Nam-Kyun Jung        | KOR  | 2:16.13 |
| 11     | Isaac Kiprono        | KEN  | 2:16.27 |
| 12     | Fredrick Cheruiyot   | KEN  | 2:17.12 |
| 13     | Joachim Nshimirimana | BDI  | 2:18.54 |
| 14     | John Mureithi        | KEN  | 2:19.25 |
| 15     | Sergey Davydov       | RUS  | 2:20.00 |
| 16     | John Lagat           | KEN  | 2:20.02 |
| 17     | Jeremiah Kimeli      | KEN  | 2:21.45 |
| 18     | Vladislav Lipovsky   | SVK  | 2:23.48 |
| 19     | Jaakko Kero          | FIN  | 2:24.23 |
| 20     | Mulugeta Serbessa    | ETH  | 2:25.51 |
| 21     | Jiri Wallenfels      | CZE  | 2:25.52 |

### Vrouwen
| rang   | naam               | land | tijd    |
| ------ | ------------------ | ---- | ------- |
| Goud   | Alevtina Ivanova   | RUS  | 2:32.24 |
| Zilver | Judit Nagy         | HUN  | 2:35.30 |
| Brons  | Alla Zadorozhnaya  | BLR  | 2:38.56 |
| 4      | Jana Klimesova     | CZE  | 2:47.24 |
| 5      | Milena Prochazkova | CZE  | 2:53.24 |
| 6      | Hana Harokova      | CZE  | 2:56.02 |
| 9      | Maija Vuorinen     | FIN  | 3:12.36 |

1995 ·
1996 ·
1997 ·
1998 ·
1999 ·
2000 ·
2001 ·
2002 ·
2003 ·
2004 ·
2005 ·
2006 ·
2007 ·
2008 ·
2009 ·
2010 ·
2011 ·
2012 ·
2013 ·
2014 ·
2015 ·
2016 ·
2017